# Rasdorf
Rasdorf település Németországban, Hessen tartományban. Lakosainak száma 1583 fő (2023. december 31.).

## Népesség
A település népességének változása:
| Lakosok száma | 1624 | 1608 | 1539 | 1581 | 1583 |
|               | 2017 | 2019 | 2021 | 2022 | 2023 |

## Híres emberek
- Itt született 1836-ban Budenz József német származású magyar nyelvtudós, egyetemi tanár, a Magyar Tudományos Akadémia tagja († 1892)